# Nightmare (álbum de Avenged Sevenfold)
Nightmare (en español: Pesadilla) es el quinto álbum de estudio de la banda de heavy metal Avenged Sevenfold, que salió a la venta el 27 de julio de 2010 bajo el sello Warner Bros. Records. Es el último álbum del grupo con su original líder The Rev, antiguo baterista y vocalista que fue reemplazado temporalmente por Mike Portnoy de Dream Theater. No obstante, antes de su muerte The Rev grabó algunos de los coros que se escuchan en la grabación. Hasta la fecha se han extraído cuatro sencillos del álbum: «Nightmare» (18 de mayo de 2010), «Welcome to the Family» (19 de octubre de 2010), «So Far Away» (5 de abril de 2011) y «Buried Alive» (20 de septiembre de 2011).
En la canción "Tonight the World Dies" se ve reflejada la influencia tanto de la banda como del mismo Mike Portnoy en Dream Theater ya que tiene semejanzas tanto de letra como musicalmente con la canción "Sacrificed Sons" del disco Octavarium.

## Antecedentes
Luego de dos años desde el lanzamiento de su disco homónimo y a cuatro de su mayor éxito, por aquel entonces City of Evil, la banda decidió volver a los estudios para la creación de un nuevo álbum. Sin embargo, tras terminar de escribir las canciones y haber grabado dos nuevas canciones para el disco, el baterista y compositor The Rev fue hallado muerto por su novia, quien lo encontró tendido en el piso de la cocina en su residencia, el 28 de diciembre de 2009.
La autopsia (realizada el 30 de diciembre de 2009) no fue concluyente, pero los resultados de la toxicología revelaron al público en junio que murió de una sobredosis de oxicodona ( Percocet), oximorfona (un metabolito de la oxicodona), diazepam (Valium), nordiazepam (un metabolito de diazepam) y alcohol . El forense notó la cardiomegalia como una "condición importante" que puede haber jugado un papel en la muerte de Sullivan.
El 6 de enero de 2010, se realizó un funeral privado para Sullivan, y luego fue enterrado en el cementerio The Good Shepherd, en Huntington Beach, California.

## Grabación
"Incluso en circunstancias normales, me hubiera alegrado ayudar a los muchachos de cualquier manera que pudiera, ya que creo que Avenged Sevenfold es una gran banda; Pero bajo estas circunstancias increíblemente tristes y trágicas, debo decir que estoy realmente honrado de que me hayan pedido que toque con ellos y ni siquiera tuve que pensarlo dos veces para decir que sí. [...] Estos muchachos son una verdadera familia y es una experiencia increíblemente emocional estar aquí con ellos por primera vez sin su hermano perdido. Pero me han acogido en la familia con los brazos abiertos y hay una verdadera emoción por hacer el disco que se propusieron hacer. Estoy tratando mi participación en este álbum con el máximo respeto por la memoria de Jimmy y estoy siendo lo más fiel posible a las partes de batería que escribió para las canciones y el disco que quería hacer.  Aunque me gustaría poder estar a bordo con Avenged Sevenfold en una capacidad más permanente; Tendré que volver a trabajar con Dream Theater para comenzar un nuevo álbum en algún momento de 2011. Sin embargo, podré unirme a mis hermanos en Avenged Sevenfold.durante al menos la duración de sus giras durante 2010, y ojalá esto les dé tiempo para seguir sanando y volver a sentirse cómodos en el camino"

               Mike Portnoy

Nightmare fue planeado para ser el primer álbum conceptual de la banda, pero los planes fueron descartados tras la muerte de The Rev, hecho que también suspendió los trabajos por tiempo indefinido.
Mike Portnoy quien era una inspiración para Rev y los demás integrantes de la banda se ofreció a grabar y salir de gira con la banda, ya que como el mismo  consideró "era un verdadero honor que le pidieran grabar el álbum".
En una entrevista a Ultimate Guitar, Johnny Christ habló sobre el proceso de escritura y el tema de Nightmare :

"Definitivamente habíamos tomado la decisión de que iba a ser un registro conceptual. Queríamos tener un récord conceptual oscuro, algo así como 
 The Wall u Operation: Mindcrime . Al mismo tiempo, queríamos incorporar algo de lo que habíamos hecho en el pasado con el trabajo de guitarra. Queríamos hacerlo más pesado en general. A lo largo de todo eso, las canciones que salieron fueron musicalmente ya tan oscuras como queríamos que fueran. Entonces, líricamente tomó un giro diferente cuando Jimmy falleció. Las letras se convirtieron en su mayoría, no en un cien por ciento, sino principalmente en su muerte y en su vida"

Aunque no posee una temática, se puede encontrar cierta relación en ciertas canciones como Tonight the World Dies, Fiction , Save me y So Far Away, teniendo en común a la muerte como tema principal, destacando un aspecto diferente de esta. No fue hasta seis años más tarde que lanzarían The Stage, el cual sería su primera obra de este estilo.
En la portada de Nightmare se puede observar la palabra "forever" en una lápida, resaltando las siglas REV a modo de homenaje a su compañero fallecido, formando la frase "Rev por siempre".

## Lista de canciones
| N.º | Título                   | Duración |  |
| 1.  | «Nightmare»              | 6:16     |  |
| 2.  | «Welcome to the Family»  | 4:06     |  |
| 3.  | «Danger Line»            | 5:28     |  |
| 4.  | «Buried Alive»           | 6:44     |  |
| 5.  | «Natural Born Killer»    | 5:15     |  |
| 6.  | «So Far Away»            | 5:29     |  |
| 7.  | «God Hates Us»           | 5:19     |  |
| 8.  | «Victim»                 | 7:30     |  |
| 9.  | «Tonight the World Dies» | 4:41     |  |
| 10. | «Fiction»                | 5:08     |  |
| 11. | «Save Me»                | 10:58    |  |

## Fiction y la "suerte de presagio" de Rev
"¿Sabes Matt…? Yo ya he terminado de grabar en este álbum, les he dado todo lo que tengo a ustedes y a mis fans en este disco, no se si tengamos más canciones para alguien más, pero esta, esta… es mi última canción"

 Con estas palabras refiriéndose a "Fiction", The Rev le explicaba M. Shadows un sentimiento que tenía y este hecho pasaría a la posteridad en la historia de la banda, pues tres días después de esa conversación Jimmy fue hallado muerto en su casa, siendo estas sus últimas palabras y las más recordadas.
Muchos piensan que Jimmy tenía en mente la idea de abandonar la banda para trabajar en otro proyecto musical (como hizo en su momento con Pinkly Smooth) mientras que otros, debido a la extraña naturaleza de esas palabras han interpretado como una despedida y sugieren que se suicidó, teoría alimentada debido a que el nombre original de la canción Fiction era "Death" (en inglés:muerte) y cuya letra trata de las palabras de una persona antes de morir. Sin embargo, el título fue cambiado sin un motivo específico, así como otra de las razones fueron las circunstancias de su muerte, ya que la mezcla de sustancias médicas con alcohol pareciera ser intencional, como si se hubiese provocado a sí mismo la mezcla que le quitaría la vida, estos hechos más las palabras de Rev antes de morir y que el cante en la canción ha dado lugar a la teoría.
Sin embargo nunca se pudo confirmar realmente una de estas dos teorías, y sus últimas palabras fueron tomadas como una suerte de presagio.

## Créditos

### Avenged Sevenfold
- M. Shadows or Matt Davies - Voz principal
- Synyster Gates or Gavin Burrough - Guitarra líder, diapositiva de guitarra en "Tonight the World Dies" y "Save Me"
- Zacky Vengeance or Kris-Coombs Roberts - Guitarra rítmica, acústica guitarra en "So Far Away" y "Tonight the World Dies"
- Johnny Christ or Richard Boucher - Bajo
- Mike Portnoy or Ryan Richards - Batería, voz en "God Hates Us", "Fiction", y "Save Me"

### Músicos adicionales
- Brian Haner – Guitarra en "Tonight the World Dies" y guitarra adicional en "So Far Away"
- Sharlotte Gibson – Coros en "Victim"
- David Palmer - Piano y teclado en la gira de Nightmare en "Danger Line," "Save Me," "Tonight the World Dies," "Fiction," y "Nightmare"
- Stevie Blacke - Arreglos e instrumentos de cuerda en "Nightmare," "Danger Line," "Buried Alive," "So Far Away," "Fiction" y "Save Me"
- Stewart Cole - Trompeta en "Danger Line"
- Jessi Collins - Coros en "Fiction"
- The Whistler - Silbatos en "Danger Line"

### Producción
- Producido por Mike Elizondo.
- Mezclado por Andy Wallace.

### Endorsement
- Ernie Ball
- Music Man
- Schecter Guitars
- Bogner
- Dunlop
- Mesa Boogie
- Roland
- Seymour Duncan
- Gallien Kruger
- Hurley
- Marshall
- Nash Guitars
- Vans
- Nike
- DCMA
- Vengeance University